# Чиров, Павел Абрамович
Павел Абрамович Чиров (4 марта 1938, Казалинск, Казахская АССР — 30 декабря 2006, Саратов) — советский и российский учёный в области энтомологии, паразитологии, эпизоотологии и микробиологии, доктор биологических наук (1987), заведующий кафедрой микробиологии и физиологии растений Саратовского государственного университета.

## Биография
Родился 4 марта 1938 года в многодетной семье директора Казалинского рыбзавода Абрама Сидоровича Чирова, и домохозяйки Феодосии Никоновны.
В 1956 году окончил Казалинский зооветеринарный техникум. С 1958 года работает Институте зоологии и паразитологии АН Киргизской ССР в должности старшего лаборанта в лаборатории арахнологии. В 1965 закончил заочно Киргизский сельскохозяйственный институт им. К. И. Скрябина. В 1968 после окончания аспирантуры, под руководством Раисы Васильевны Гребенюк (1913—1987), защищает кандидатскую диссертацию на тему «Слепни (Diptera, Tabanidae) Киргизии». В апреле 1987 года защищает докторскую диссертацию по теме «Паразитические членистоногие и позвоночные животные как возможные хозяева сальмонелл и листерий» в Зоологическом институте АН СССР. В 1988 года становится заведующим лабораторией паразитологии, а с 1989 года заместителем директора по научной работе института Институт биологии АН Киргизской ССР. В 1991 году А. П. Чиров переезжает в Саратов, где занимает должность проректора Саратовского зоотехническо-ветеринарного института.
С декабря 1995 года по февраль 2006 года заведующий кафедрой физиологии растений и микробиологии Саратовского государственного университета. В период работы в Саратове, являлся председателем Саратовских отделений Русского энтомологического общества и Паразитологического общества при РАН. Погиб в результате несчастного случая 30 декабря 2006 года

## Научные достижения
Установил видовой состав и закономерности географического распространения слепней фауны Кыргызстана и Нижнего Поволжья их эпизоотологическое значение. Экспериментально доказал участие слепней, блох, иксодовых клещей в качестве переносчиков возбудителей лептоспироза, листериоза, сальмонеллеза. Под руководством Чирова проводились исследования сообществ паразитических членистоногих, развивающихся на рептилиях, птицах и млекопитающих. Выявил особенности эволюции паразито-хозяинных отношений членистоногих и позвоночных животных и механизмы адаптации бактерий в этих паразитарных системах.
Принимал активное участие работе многих научных конференций разного уровня. На базе Института биологии АН Киргизской ССР организовал проведение VII съезда Русского географического общества (1980), V Акарологического совещания (1985) и пленума Научного совета АН СССР (1985). Под его руководством защищены шесть кандидатских диссертаций.

## Таксоны клещей описанные Чировым
Описал около 30 таксонов насекомых и клещей:
- Analges paricola Chirov & Mironov, 1983 (Analgidae)[4]
- Analges paricola Chirov & Mironov, 1983 (Analgidae)[4]
- Eulinognathus elateri Chirov & Ozerova, 1990 (Polyplacidae)[5]
- Eulinognathus tokmaki Chirov & Ozerova, 1990 (Polyplacidae)[5]
- Mironovia Chirov & Kravtsova, 1995 (Syringophilidae)[6]
- Mironovia phasiani Chirov & Kravtsova, 1995 (Syringophilidae)[6]
- Proctophyllodes carpodacinus Chirov & Mironov, 1984 (Proctophyllodidae)[7]
- Radfordia dubinini Bochkov, Dubinina & Chirov, 1990 (Myobiidae)[8]
- Radfordia meriones Bochkov, Dubinina & Chirov, 1990 Myobiidae)[8]
- Scutulanyssus ottuki (Chirov & Mironov, 1983) (Pteronyssidae)[4]
- Syringophiloidus presentalis Chirov & Kravtsova, 1995 (Syringophilidae)[6]
- Syringophiloidus sturni Chirov & Kravtsova, 1995 (Syringophilidae)[6]
- Xolalgoides alexeevi (Chirov & Mironov, 1983) (Xolalgidae)[4]
- Zachvatkinia issykkulica Chirov, 1978 (Avenzoariidae)[9]

## Важнейшие публикации
Павел Абрамович Чиров является автором 220 публикаций, в том числе 7 монографий, 10 учебно-методических работ, 1 патент на изобретение.
- Чиров П. А. Чиров П.А. Слепни (Diptera, Tabanidae) Чуйской долины и северных склонов Киргизского Ала-Тоо // Паразитология : Журнал. — 1968. — Т. 2, № 1. — С. 27—32. — ISSN 0031-1847.
- Гребенюк Р. В., Чиров П. А. Слепни Киргизии. Сем. Tabanidae. — Фрунзе: Илим, 1971. — 130 с.
- Гребенюк Р. В., Чиров П. А., Кадышева А. М. Роль диких животных и кровососущих членистоногих в эпизоотологии листериоза. — Фрунзе: Илим, 1972. — 123 с.
- Чиров П. А. Паразитические членистоногие и позвоночные животные — резервуары возбудителей сальмонеллезов. — Фрунзе: Илим, 1984. — 201 с.
- Чиров П. А., Озерова Р. А. Вши рода Eulinognathus, паразитирующие на тушканчиках // Паразитология : Журнал. — 1990. — Т. 24, № 4. — С. 279—288. — ISSN 0031-1847.
- Тагильцев А. А., Чиров П. А. Некоторые аспекты популяционной теории природного очага инфекции. — Фрунзе: Илим, 1992. — 79 с.
- Алексеев А. Н., Гребенюк Р. В., Чиров П. А., Кадышева А. М. О взаимоотношениях возбудителя листериоза (Listeria monocytogenes) и кровососущих блох // Паразитология : Журнал. — 1971. — Т. 5, № 2. — С. 113—118. — ISSN 0031-1847.
- Чиров П. А., Транбаев Ж. М. Эктопаразиты тушканчика-прыгуна (Allactaga sibirica) из Кыргызстана // Паразитология : Журнал. — 1992. — Т. 26, № 3. — С. 209—215. — ISSN 0031-1847.
- Чиров П. А., Петерсон А. М. Экологические особенности слепней (Diptera, Tabanidae) в северной части Саратовской области // Энтомологическое обозрение : Журнал. — 2000. — Т. 79, № 4. — P. 762—770. — ISSN 0367-1445.
- Чиров П. А., Харадов А. В. Распространение клещей краснотелок (Acariformes: Leeuwenhoekiidae, Trombiculidae) в различных геоморфологических комплексах восточной части горной системы Тянь-Шаня // Поволжский экологический журнал : Журнал. — 2006. — № 1. — С. 77—86. — ISSN 1684-7318.